# Akureyri Botanisk Have
Akureyri Botanisk Have eller Lystigarður Akureyrar er en botanisk have, der ligger i byen Akureyri for enden af fjorden Eyjafjörður på det nordlige Island omkring 50 km syd for polarcirklen. Den er blandt de nordligste botaniske haver i verden.
I 1910 grundlagde kvinder fra Akureyri haven. Året inden havde byen givet dem en hektar jord. Ved åbningen var det den første ofentlige park på Island. Frem til 1953 blev den ledet af Parkselskabet i Akureyri, som havde grundlagt den. På dette tidspunkt blevområdet udvidet ti 3,6 hektar. Den botaniske have bruges også til videnskabelig forskning, og det har vist sig at buske og træer kan overleve tæt på polarcirklen. Jón Rögnvaldssons plantesamling blev købt af byen i 1957.
Akureyri Botanisk Have har omkring 400 arter af islandske planter i det sydøstlige hjørne af haven. I 2007 var der omkring 7000 arter sammenlagt. Desuden indeholder haven nogle træhuse, hvoraf Eyrarlandsstofa er et af de ældste i Akureyri.

## Galleri
- Buste af Jón Rögnvaldsson i haven.
- Nordsiden af Eyrarlandsstofa.
- Sydsiden af Eyrarlandsstofa.

## Eksterne henisninger
- Wikimedia Commons har flere filer relateret til Akureyri Botanisk Have
- Lystigarður Akureyrar

65°40′30″N 18°05′36″V / 65.675104°N 18.093399°V